# 烏蘭察布盟
烏蘭察布盟是清代內札薩克蒙古六盟之一，清朝時屬綏遠城將軍節制。清代烏蘭察布盟統四部六旗，會盟於四子部落旗境內之烏蘭察布河（“乌兰察布”意为红色山崖）。置盟長、副盟長各一名，於所屬各旗札薩克內簡選。
民国时期成为绥远省境内的行政区名；中华人民共和国成立后，烏蘭察布蒙古族自治區与绥东四旗整合，所辖区划大幅调整但名称未变；直至2003年改为乌兰察布市。除今四子王旗外，乌兰察布市与清代盟旗所辖的牧区地域完全不同。

## 历史沿革

### 清代

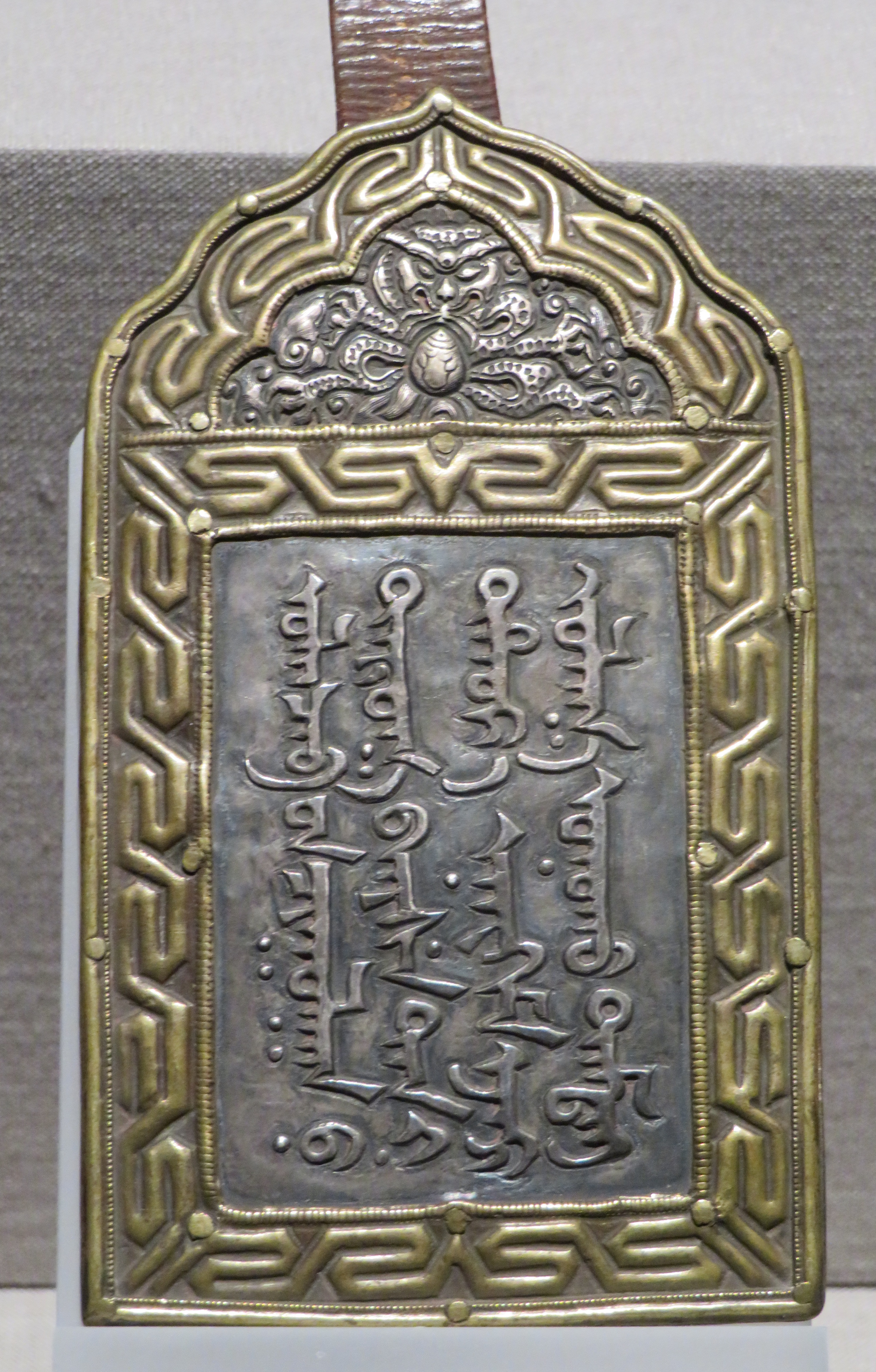
清代乌兰察布盟盟长贝子乘马牌

乌兰察布盟的形成与清朝初期的军事行动密切相关。清廷出于战略需要，将四子、乌拉特、茂明安、喀尔喀右翼等部先后安插在阴山以北戈壁以南地区，逐渐形成了乌兰察布盟。
據檔案記載，皇太极时期将已经归附的蒙古各部分为左右两翼举行会盟。后金天聪八年（1634年），当时四子部、乌拉特部、茂明安部等与左翼蒙古各部均参加了硕翁科尔会盟。清崇德元年（1636年）至顺治十年（1653年）之前四子、乌拉特、茂明安与敖汉等部落仍会盟于西拉木伦河流域。
虽然顺治十年（1653年）时，四子部、乌拉特部、茂明安部和喀尔喀右翼部均已迁徙到陰山以北地区，但是此时乌兰察布盟仍未形成。顺治十年至康熙十七年（1678年）为止，四子、乌拉特、茂明安、喀尔喀右翼等六旗均被包括在右翼蒙古的乌珠穆沁会盟当中，但有时四子部也与喀喇沁、敖汉、苏尼特等旗进行会盟。康熙十七年（1678年）至康熙二十五年（1686年）间喀尔喀右翼、四子、乌拉特、茂明安等旗从乌珠穆沁会盟中分离而出，但四子部落旗仍旧与左翼蒙古各旗关系密切，直至康熙二十七年（1688年）至康熙二十九年（1690年）间四子部落旗与喀尔喀右翼旗、乌拉特三公旗和茂明安旗才成为一个固定的盟———乌兰察布盟。到雍正六年（1728年）时，理藩院不再派大臣主持而令蒙古王公自行组织会盟，乌兰察布盟的会盟地点在“四子王旗境南白彦敖包的乌兰察布河畔”。
清代内蒙古六盟中，它与伊克昭盟合称为西二盟，与东四盟相对:20。

### 民國以後
民國初年，各盟已經由不負責行政事務的監察機構轉變為蒙古族聚居區的一般行政區，並建立了公署。乌兰察布盟先後劃歸綏遠特别區、綏遠省管轄。
中華人民共和國成立後，於1950年設立“烏蘭察布蒙古族自治區”，仍為綏遠省轄下的自治州。
1954年6月撤銷綏遠省，烏蘭察布蒙古族自治區恢復為烏蘭察布盟，劃入內蒙古自治區，盟行政公署駐固陽縣。1958年，烏拉特前旗、烏拉特中後聯合旗劃歸巴彦淖尔盟。固陽縣劃入包头市，改為固陽區。烏蘭察布盟行署由固陽遷至集寧市。1963年，包头市所属固陽縣（1961年撤區改縣）復歸烏蘭察布盟。呼和浩特市所属土默特旗划归烏蘭察布盟。1965年，撤销土默特旗，分设土默特左旗、土默特右旗。1969年，锡林郭勒盟所属苏尼特右旗、二连浩特市、化德县劃歸烏蘭察布盟。1970年，土默特左旗、托克托县劃歸呼和浩特市；土默特右旗、固阳县劃歸包头市。1980年，苏尼特右旗、二连浩特市复归锡林郭勒盟。1995年，和林格尔县、清水河县划归呼和浩特市。
2003年撤銷烏蘭察布盟，改為烏蘭察布市。

## 所統六旗
烏蘭察布盟統四子部落、茂明安部、喀爾喀右翼部各一旗，烏喇特部三旗，共四部六旗。
- 四子部落旗（四子王旗）
- 喀尔喀右翼旗（達爾罕貝勒旗）
- 茂明安旗
- 乌拉特前旗（西公旗）
- 乌拉特中旗（中公旗）
- 乌拉特后旗（東公旗）

## 历任盟长
| 姓名           | 爵銜                                   | 授職時間                                             |
| -------------- | -------------------------------------- | ---------------------------------------------------- |
| 阿拉布坦多尔济 | 四子部落旗札薩克多羅達爾汗卓哩克圖郡王 |                                                      |
| 车凌旺扎勒     | 四子部落旗札薩克多羅達爾汗卓哩克圖郡王 |                                                      |
| 车布登纳木札勒 | 喀尔喀右翼旗札薩克多羅達爾汗貝勒       |                                                      |
| 巴图鄂其尔     | 乌喇特前旗札薩克鎮國公                 | 道光五年（1825年）七月十七日（8月30日）              |
| 喇特那巴拉     | 乌喇特後旗札薩克鎮國公                 | 道光十二年（1832年）九月三日（9月26日）              |
| 伊什车登       | 四子部落旗札薩克多羅達爾汗卓哩克圖郡王 |                                                      |
| 格楚克         | 茂明安旗多罗贝勒                       | 同治十一年（1872年）五月七日（6月12日）              |
| 那木凯多尔济   | 四子部落旗札薩克多羅達爾汗卓哩克圖郡王 | 光绪三年（1877年）八月八日（9月8日），副盟长暂时兼任 |
| 勒旺诺尔布     | 四子部落旗札薩克多羅達爾汗卓哩克圖郡王 | 光绪二十年（1894年）                                 |
| 云端旺楚克     | 達爾罕旗札薩克親王                     | 民国九年（1920年）                                   |
| 巴宝多尔济     | 乌喇特中公旗札薩克辅国公               | 1933-1938年                                          |
| 希日布道尔吉   | 達爾罕旗貝子                           | 民國三十年（1941年）                                 |
| 林沁僧格       | 乌喇特中公旗札薩克辅国公               | 1944-1949年                                          |